# Hair of the Dog (album Nazareth)
Hair of the Dog è il sesto album dei Nazareth, uscito nell'aprile del 1975 per l'etichetta discografica Mooncrest Records.

## Tracce
Brani composti dai Nazareth, eccetto dove indicato.
Lato A
1. Hair of the Dog – 4:10
2. Miss Misery – 4:41
3. Guilty – 3:38 (Randy Newman)
4. Changin' Times – 6:03

Durata totale: 18:32
Lato B
1. Beggar's Day – 3:55 (Nils Lofgren)
2. Rose in the Heather – 2:35
3. Whisky Drinkin' Woman – 5:30
4. Please Don't Judas Me – 9:50

Durata totale: 21:50
Edizione CD del 1997, pubblicato dalla Essential Records (ESMCD 550)
1. Hair of the Dog
2. Miss Misery
3. Guilty (Randy Newman)
4. Changin' Times
5. a) Beggar's Day b) Rose in Heather (a) Nils Lofgren)
6. Whiskey Drinkin' Woman
7. Please Don't Judas Me
8. Love Hurts (Boudleaux Bryant) – Bonus Track
9. Down – Bonus Track - B-Side To Love Hurts Single
10. Railroad Boy – Bonus Track - B-Side to Holly Roller
11. Hair of the Dog – Bonus Track - Single Edit

## Formazione
- Dan McCafferty - voce solista
- Manny Charlton - chitarre, sintetizzatore
- Pete Agnew - basso, accompagnamento vocale
- Darrell Sweet - batteria, percussioni, accompagnamento vocale

Musicisti aggiunti
- Max Middleton - pianoforte (brano: Guilty)
- Simon Phillips - tabla (brano: Please Don't Judas Me)
- Vicki Brown - accompagnamento vocale, coro (brano: Guilty)
- Lisa Strike - accompagnamento vocale, coro (brano: Guilty)
- Barry St. John - accompagnamento vocale, coro (brano: Guilty)
- Vicki Silva - accompagnamento vocale, coro (brano: Please Don't Judas Me)

Note aggiuntive
- Manny Charlton - produttore
- Registrato al Escape Studios di Kent
- Tony Taverner - ingegnere del suono
- Registrazioni aggiunte e mixaggio effettuate al AIR Studios di Londra
- John Punter (Django) - ingegnere del mixaggio